# Provincia fitogeográfica subantártica

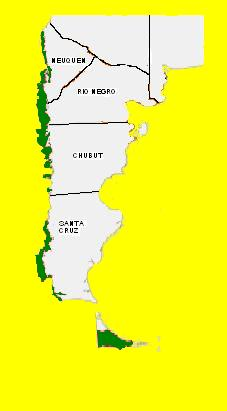
Área que cubren los Bosques andino patagónicos en Argentina.

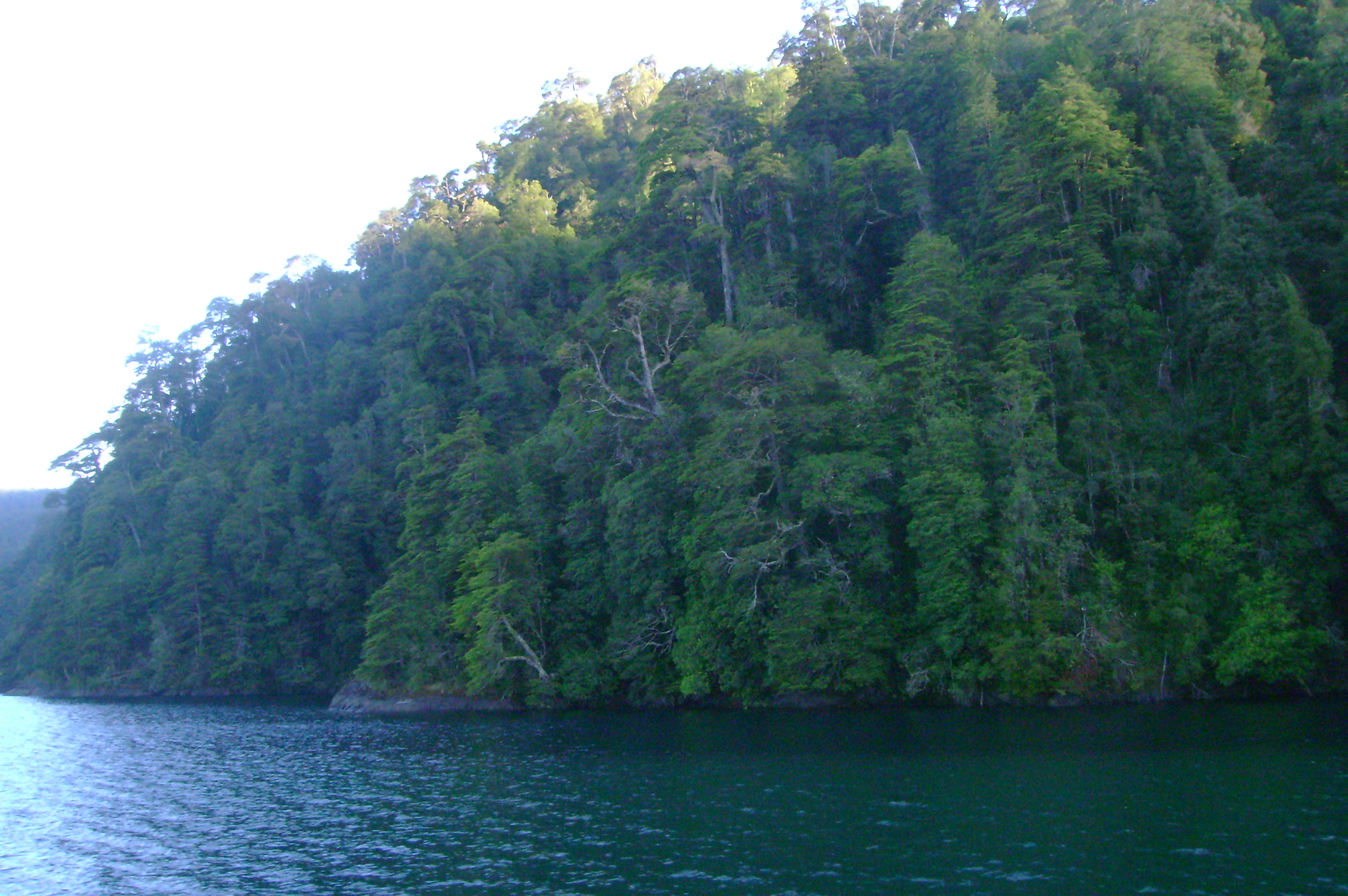
Lago Pirihueico, sur de Chile, bosque de coihue, Provincia fitogeográfica Subantártica.

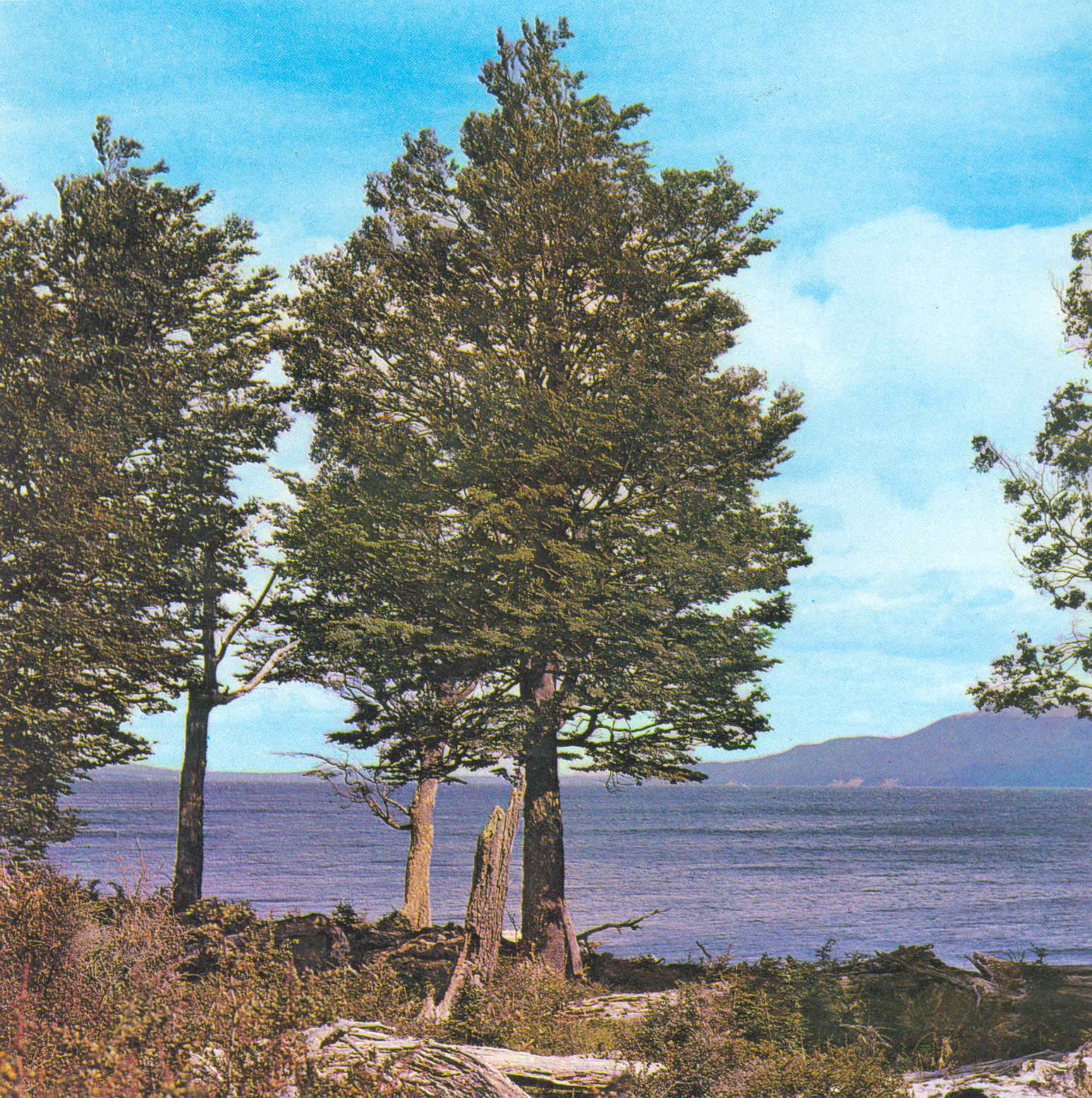
Lenga, Provincia fitogeográfica Subantártica.

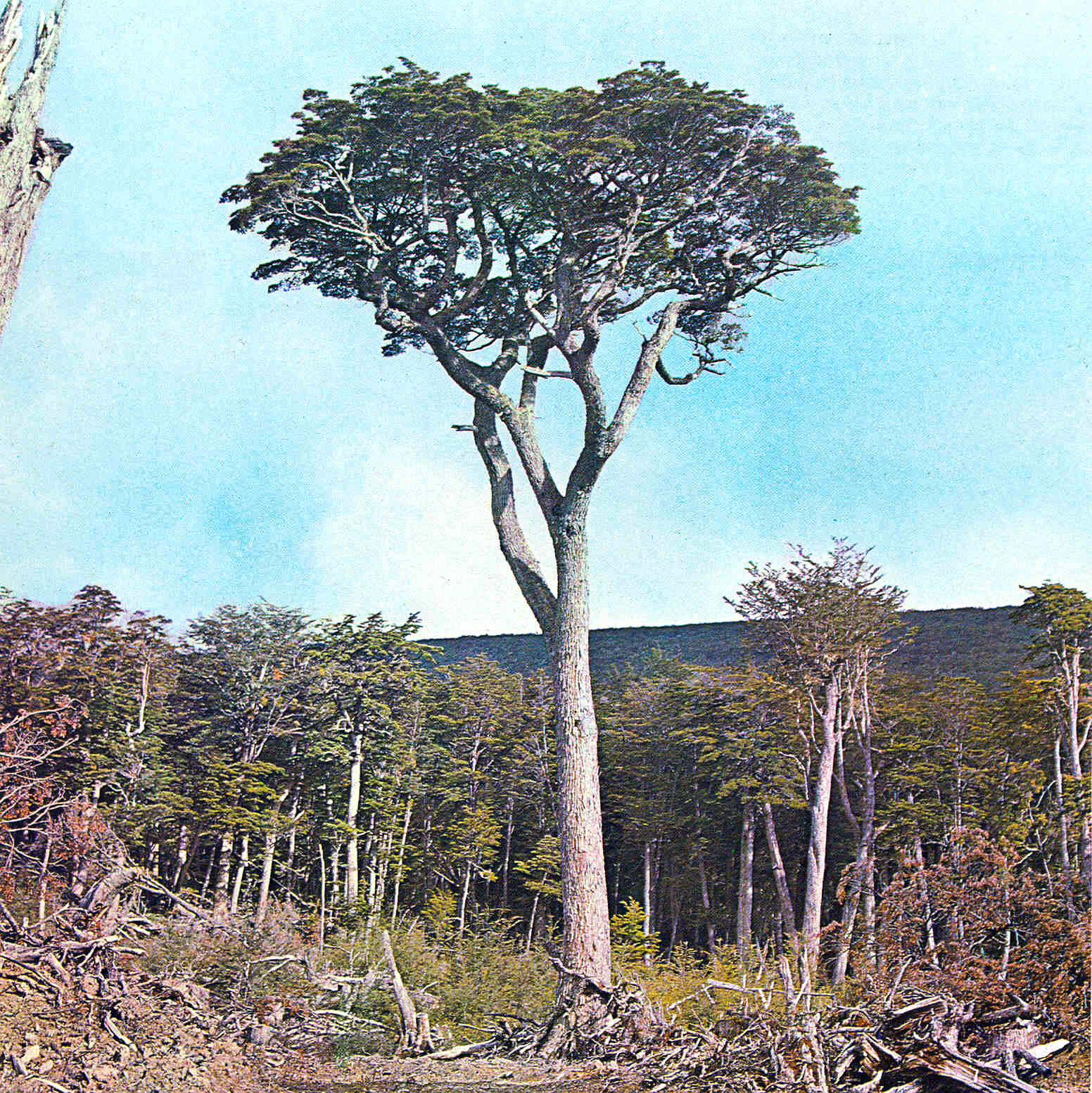
Coihue de Magallanes, Provincia fitogeográfica Subantártica.

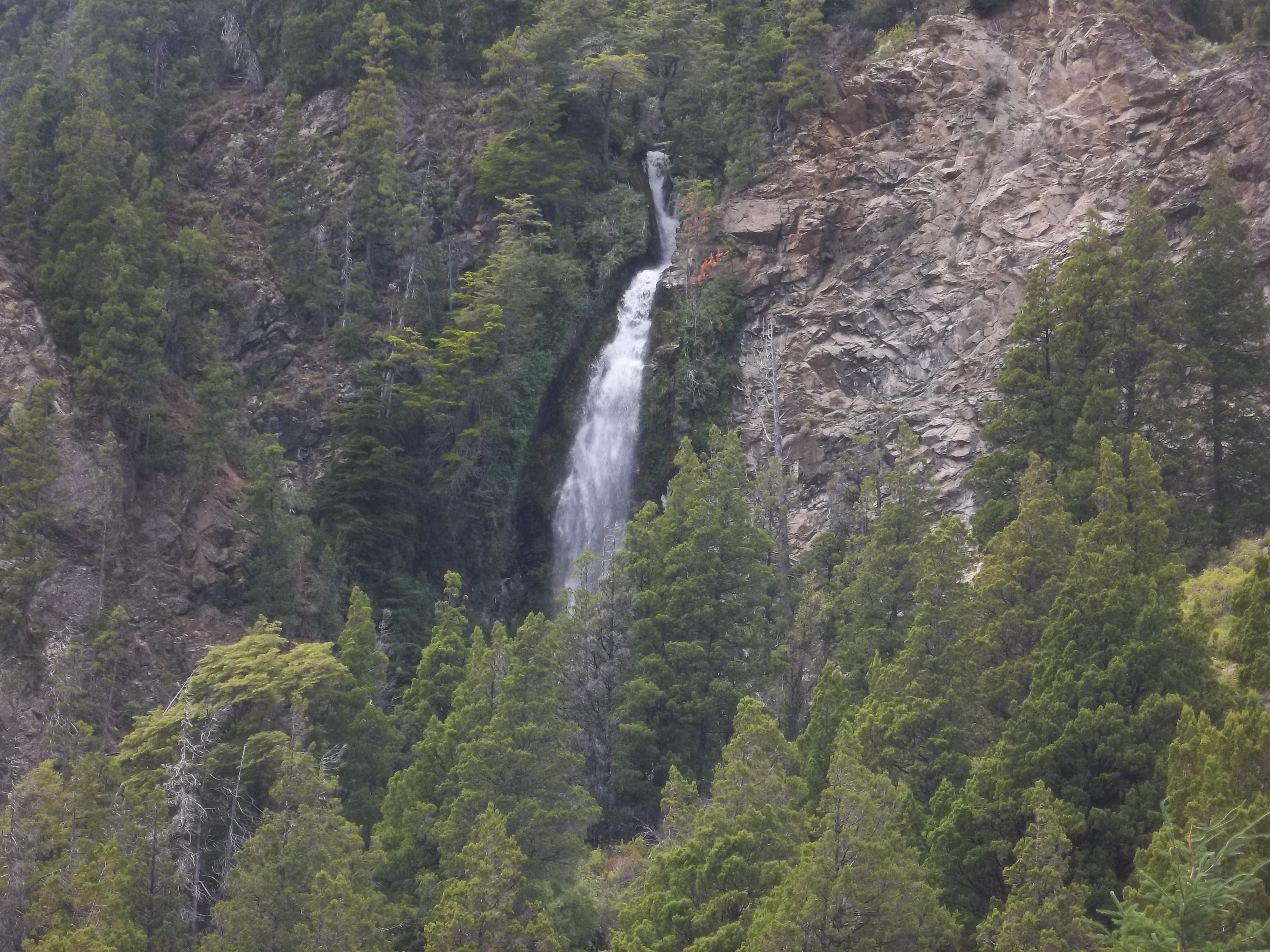
Cascada de la Virgen, provincia de Río Negro, Argentina, bosque de ciprés de la cordillera, Provincia fitogeográfica Subantártica.

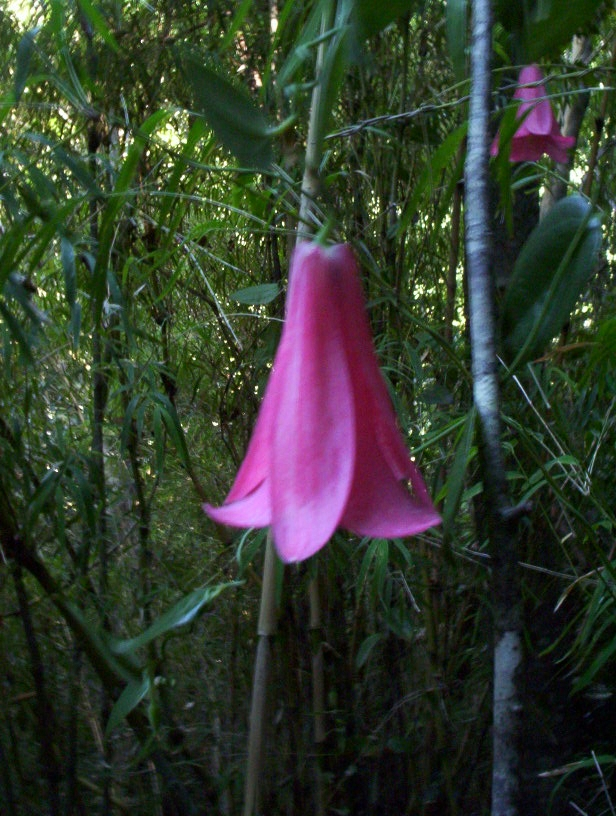
El copihue (Lapageria rosea).

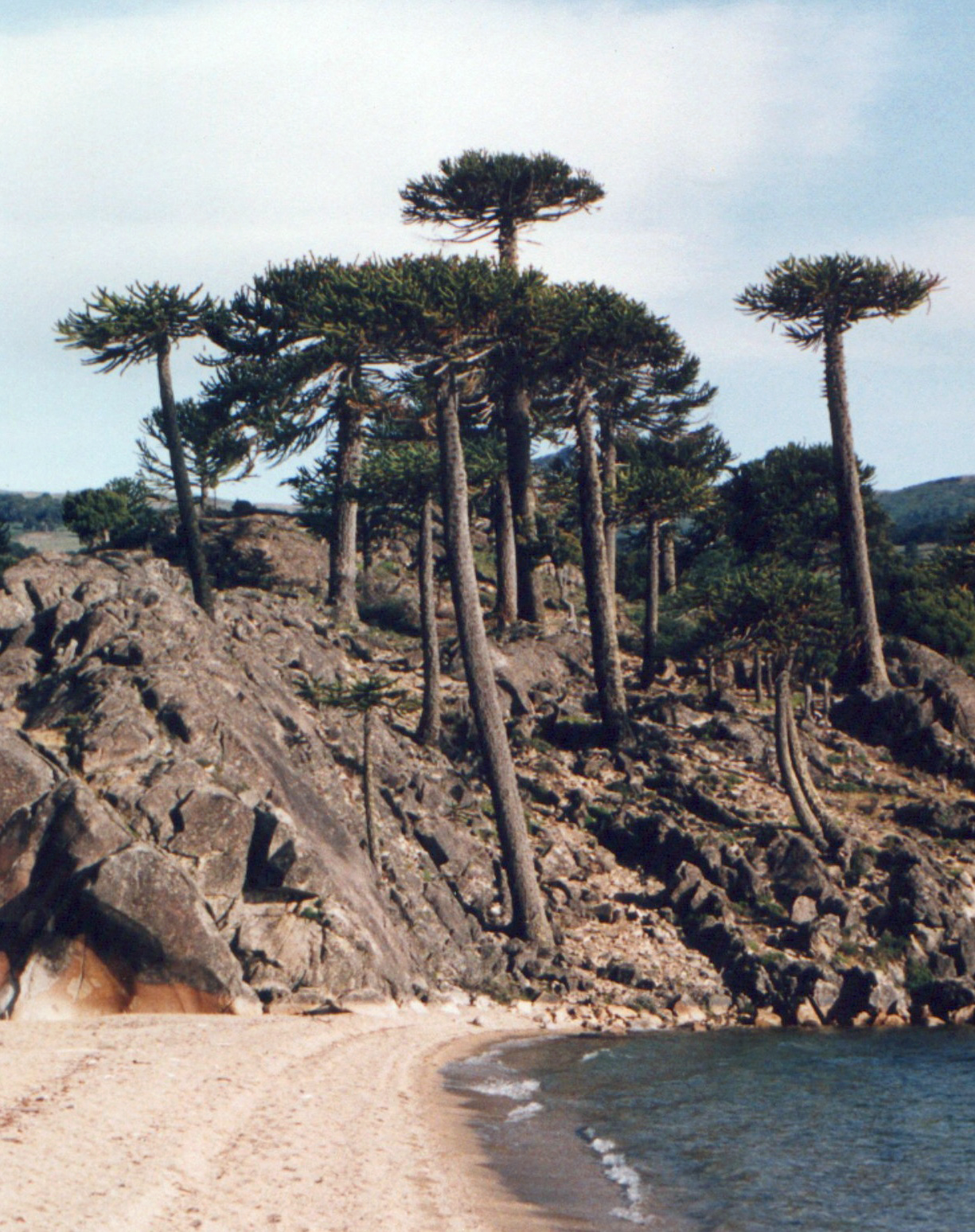
El pehuén, es el árbol emblemático de esta Provincia fitogeográfica.

La Provincia fitogeográfica subantártica es una de las secciones en que se divide el Dominio fitogeográfico subantártico, cubriendo la porción sudoeste del Cono Sur americano. Incluye especialmente distintas formaciones de bosques templados y fríos, tanto caducifolios como perennifolios; también son frecuentes las turberas.

## Sinonimia
Esta formación también se la conoce como: Formación de los bosques Antárticos, Distrito Subantártico de Sudamérica, Bosques Subantárticos, Foresta Magallánica, Notohyle, Bosques Sudamericanos Subantárticos, Bosques Andino-Patagónicos, Selva Austral Cordillerana, Bosque Antartándico, Provincia Antartándica, Foresta costera Subantártica, Región de las Selvas Subantárticas, etc.

## Distribución
Según la clasificación de Ángel Lulio Cabrera, esta Provincia fitogeográfica comprende gran parte del sur de Chile, y una  franja lindante del sudoeste de la Argentina, de norte a sur, en las provincias de: Neuquén, Río Negro, Chubut, Santa Cruz, y Tierra del Fuego Antártida e Islas del Atlántico Sur.
En Chile, sumando los relictos septentrionales, cubre sectores de las siguientes Regiones, de norte a sur: Región de Coquimbo, Región de Valparaíso, Región Metropolitana de Santiago, Región del Libertador General Bernardo O'Higgins, Región del Maule, Región del Biobío, Región de la Araucanía, Región de Los Ríos, Región de Los Lagos, Región Aysén del General Carlos Ibáñez del Campo, y la Región de Magallanes y de la Antártica Chilena.
La altitud va desde los 1800 m s. n. m. (metros sobre el nivel del mar) hasta el nivel del mar en las costas del sudeste del océano Pacífico y sudoeste del océano Atlántico.

## Afinidades florísticas
Esta Provincia fitogeográfica guarda muy estrecha relación con la Provincia fitogeográfica Insular Subantártica situada en las islas del Atlántico Sur: Malvinas, Georgias del Sur y Sandwich del Sur y con la Provincia fitogeográfica de Juan Fernández. También se relaciona en menor medida con la flora de la Antártida de la lejana Nueva Zelandia, es decir, con el Dominio fitogeográfico zntártico, y con el lejano Dominio fitogeográfico neozelandés.
En el pasado geológico los bosques de esta Provincia fitogeográfica se extendieron mucho más hacia el norte y este, conectándose con la flora del sur del Brasil, y de las selvas de las Yungas del Noroeste Argentino de la Argentina, Bolivia, y Perú; de aquí proviene el género Chusquea y varios géneros de Mirtáceas, ente otros. También lo hizo hacia el sur, ocupando sus bosques sectores de la península Antártica y las islas Malvinas. Aún quedan relictos boscosos de la Provincia fitogeográfica Subantártica en la cordillera de Aconcagua y en la boca del río Limarí en el bosque de Fray Jorge.

## Características
La Provincia fitogeográfica Subantártica se caracteriza por presentar distintas formaciones de bosques templados y fríos, tanto caducifolios como perennifolios, en especial de coníferas y de hayas australes del género Nothofagus. En ellos dominan géneros e incluso familias de distribución austral.

## Suelos
Los suelos son rocosos o arenosos, con una fértil capa superficial de cenizas de origen volcánico.

## Relieve
El relieve es montañoso, y lagos de origen glaciar, torrentes, gigantescos glaciares .

## Clima
El clima más característico es el patagónico húmedo, el cual en general es frío y húmedo, con nevadas en invierno y heladas todo el año. Es más templado hacia el norte y en especial hacia el noroeste donde en las proximidades de las costas del Pacífico se presentan los suaves climas: Marítimo fresco y Marítimo cálido. Es mucho más frío hacia el sur, incluso con presencia de hielos eternos bordeando el bosque.
El clima térmico es templado en el norte y frío en el sur. El clima hídrico es húmedo en toda la provincia fitogeográfica, causado por el ingreso de masas de aire húmedo desde el Océano Pacífico, que pierden gran parte de su humedad en forma de precipitaciones al colisionar con la Cordillera de los Andes. Estas son más abundantes en el invierno, siendo en algunas zonas algo escasas en el verano, lo que genera tipos de clima mediterráneo.
Los acumulados van desde los 450 mm (milímetros) en el frío archipiélago de Tierra del Fuego y en el borde oriental continental de los bosques, hasta casi los 10 000 mm, en sectores cercanos al Campo de hielo Patagónico Sur.

## Especies principales
Las comunidades climáxicas de esta Provincia fitogeográfica son los bosque de coníferas y de hayas australes del género Nothofagus, tanto caducifolios como perennifolios.
Estrato emergente. Aquí destacan: el pehuén o araucaria (Araucaria araucana), el alerce austral (Fitzroya cupressoides), el ciprés de la cordillera (Austrocedrus chilensis), el coihue (Nothofagus dombeyi), la lenga (Nothofagus pumilio), el roble pellín (Nothofagus obliqua), el raulí (Nothofagus alpina), el coihue de Magallanes (Nothofagus betuloides), etc.
El dosel. Aquí destacan: el ciprés de las Guaitecas (Pilgerodendron uviferum), el ulmo (Eucryphia cordifolia), el olivillo o tique (Aextoxicon punctatum), el canelo (Drimys winteri), el avellano (Gevuina avellana), el tineo (Weinmannia trichosperma) y diversas mirtáceas, como por ejemplo la luma (Amomyrtus luma), el ñire (Nothofagus antartica), etc.
Estrato intermedio. El arrayán (Luma apiculata) y la pitra o patagua (Myrceugenia exsucca), el radal (Lomatia hirsuta), varias especies de maitenes en especial el maitén común (Maytenus boaria), el notro, el boldo (Peumus boldus), el litre (Lithrea caustica), el quillay (Quillaja saponaria), etc.
Estrato arbustivo o sotobosque. Es rico en arbustos y cañas coligües (Chusquea quila, Chusquea culeou y Chusquea argentina). Entre los arbustos, los más conocidos son las berberidáceas, como el calafate (Berberis microphylla), la murta (Ugni molinae), el coicopihue (Philesia magellanica), etc.
Estrato herbáceo. Generalmente dominado por varias especies de Amancay, de orquídeas terrestres, y de helechos.
Estrato epifítico y muscinal. Abundan los líquenes, musgos, parásitas del género Myzodendron, hongos como el llao-llao (Cyttaria darwinii); en los sectores más húmedos y cálidos abundan los helechos epifitos y algunas especies de bromeliáceas.
Estrato escandente. Son muy escasas en las regiones frías y secas, en cambio abundan en los sectores más húmedos y cálidos. Destaca el copihue (Lapageria rosea), la boquila (Boquila trifoliata), etc.

## Distritos fitogeográficos
A esta provincia fitogeográfica es posible subdividirla en varios distritos fitogeográficos.
- Distrito fitogeográfico maulino, o bosque esclerófilo chileno (generalmente tratado como un distrito perteneciente a la provincia fitogeográfica chilena central)
- Distrito fitogeográfico subantártico del pehuén
- Distrito fitogeográfico subantártico del bosque caducifolio
- Distrito fitogeográfico subantártico valdiviano
- Distrito fitogeográfico subantártico magallánico